# Pinas Emanuel
Pinas Emanuel, eigenlijk Emanuel Pinas, is een Surinaams singer-songwriter, gitarist en toetsenist. Zijn stijl is een mix tussen R&B, country- en popmuziek. Hij zingt in het Nederlands, Sranantongo en Aukaans.

## Biografie

### Muzikale jeugd
Emanuel Pinas is geboren in Paramaribo en groeide op in een gezin met dertien kinderen in de volksbuurt Winti Wai. Zijn roots liggen in Marowijne. Thuis was hij omringd door muziek: zijn moeder leerde hem keyboard spelen en er werden zangwedstrijdjes opgezet door zijn zus. Hij zong in het kerkkoor en speelde vanaf zijn tiende keyboard in de kerk, waar hij zich de eerste jaren verder ontwikkelde op de toetsen.
Rond zijn dertiende kreeg hij interesse voor de gitaar en hij vroeg zijn broer in Nederland of die hem een gitaar wilde sturen. Die had er wel meer en stuurde hem drie tegelijk. Vervolgens leerde Pinas zich met behulp van YouTube zelf gitaar spelen. Hij zingt bij het spelen en wordt het meest aangetrokken door de akoestische gitaar die sindsdien zijn muzikale identiteit is geworden. Hij wordt daarom ook wel a man nanga a gitara genoemd (de man met de gitaar).

### Singer-songwriter
Sinds 2015 schrijft hij ook liedjes. Hij ontwikkelde een stijl die een mengeling lijkt tussen R&B, country- en popmuziek. Deze is rustiger dan de ritmische stijlen die vaak te horen zijn in Suriname en waarbij het drumritme vaak belangrijker is dan de songtekst. Pinas hoopt dat het publiek daardoor ook naar zijn teksten gaat luisteren. Hij zingt in het Nederlands, Sranantongo en Aukaans. In 2015 bracht hij zijn debuut-cd uit met zelfgeschreven nummers, waaronder Vreemde geluiden dat zijn debuutsingle werd. Nog voordat het lied uitkwam werd het gedraaid op de radio en stond het genoteerd in de hitlijsten. Zijn bekendheid groeide en ondertussen hij leerde bij om tijdens interviews op verhaal te komen.

### Doorbraak
2017 was voor Pinas een goed muziekjaar, met meteen in januari de hit C'est toi en later dat jaar Het leven gaat niet. Daarnaast gaf hij een liveshow in Theater Thalia. Ook ging hij de samenwerking aan met verschillende artiesten, waaronder tijdens de Dobru Neti (Dobru Nacht) en tijdens een concert bij 't Vat van Nick & Simon met Surinaamse artiesten dat opgenomen werd voor de Nederlandse televisie.
In mei 2018 bracht hij de single Na fika mi gwe uit die ook in Nederland verscheen. Enkele maanden later, in augustus, maakte hij voor het eerst een muzikale tour naar Nederland. Hij trad op tijdens het Kwaku Summer Festival en werd aan het publiek voorgesteld via de landelijke radiozender NPO FunX en het radiostation RAZO van SALTO in Amsterdam-Zuidoost. Ook gingen de optredens in eigen land door. Zijn steeds drukker wordende muzikale carrière combineert hij met een baan als penitentiair ambtenaar.
In 2019 bracht hij de single A lobi ya kengi te uit. Hij stond er zes weken lang mee op nummer 1 bij 10 Magic FM, wat een record betekende voor de radiozender. Ook was hij een van de artiesten die meezong met het Su Aid-lied uit 2019, getiteld Gi wan anu. Hij trad op tijdens een aantal evenementen, waaronder Marrondag en Srefidensi Dey, in de Coca-Cola Christmas Caravan en bij de POP UP Art Village in de Hermitage Mall.

### Coronaperiode
In januari 2020 kwamen Pinas en de rapper Lauw Boy met de single Ga maar. Het is een biografisch lied waarbij hij geïnspireerd werd door de liefdesrelatie van zijn broer. Rond dezelfde tijd was hij een van de artiesten die een benefietconcert gaven voor de bekostiging van het ziekbed van de zangeres Sisa Agi. Vervolgens gooide de coronacrisis in Suriname roet in het eten, doordat meer dan een jaar lang zijn optredens in binnen- en buitenland werden afgelast. Wel kwam hij begin 2021 met een nieuwe single, Mi angai, en stond hij de documentaire Evie's story muzikaal bij. Deze werd die medio februari vertoond op Jawa TV.